# منتخب كوريا الجنوبية لكرة الأرض للسيدات
منتخب كوريا الجنوبية الوطني لكرة الأرض للسيدات هو ممثل كوريا الجنوبية الرسمي في المنافسات الدولية في كرة الأرض للسيدات.